# El Juicio (The Judgement)
El Juicio (The Judgement) från 1975 är ett musikalbum med Keith Jarretts ”American Quartet”. Albumet är inspelat i juli 1971 i Atlantic Recording Studios, New York men gavs inte ut förrän 1975.

## Låtlista
All musik är skriven av Keith Jarrett.
1. Gypsy Moth – 8:18
2. Toll Road – 5:44
3. Pardon My Rags – 2:43
4. Pre-Judgement Atmosphere – 2:35
5. El Juicio – 10:22
6. Piece for Ornette (L.V.) – 9:16
7. Piece for Ornette (S.V.) – 0:12

## Medverkande
- Keith Jarrett – piano, sopransaxofon
- Dewey Redman – tenorsaxofon
- Charlie Haden – bas
- Paul Motian – trummor